# 夏洛特·克拉多克
夏洛特·克拉多克（英語：Charlotte Craddock，1990年10月24日—），英国女子曲棍球运动员。她曾代表英格兰参加2010年英联邦运动会曲棍球比赛，获得一枚铜牌。她也曾参加2008年夏季奥运会。